# Parafia Najświętszego Serca Pana Jezusa w Żarowie
Parafia Najświętszego Serca Pana Jezusa w Żarowie znajduje się w dekanacie żarowskim w diecezji świdnickiej. Była erygowana 1 kwietnia 1920 r. Jej proboszczem jest ks. Piotr Ważydrąg.